# 榎本村
榎本村（えのもとむら）は、大阪府東成郡にあった村。現在の大阪市鶴見区の一部および城東区放出西にあたる。

## 地理
- 寝屋川、第二寝屋川

## 歴史
- 1889年（明治22年）4月1日 - 町村制施行により、東成郡放出（はなてん）村、下之辻村が合併して榎本村が発足。大字放出に村役場を設置。
- 1902年（明治35年）4月1日 - 北河内郡今津村を編入し、放出、下之辻、今津、三組新田の4大字となる。
- 1910年（明治43年） - 大字三組新田を三組に改称。
- 1925年（大正14年）4月1日 - 大阪市に編入され、東成区放出町、鶴見町、今津町、三組町となる。
- 1932年（昭和7年）10月1日 - 分区により、旧村域が旭区の一部となる。
- 1943年（昭和18年）4月1日 - 分区により、旧村域が城東区の一部となる。
- 1974年（昭和49年）7月22日 - 分区により、旧村域の大半が鶴見区の一部となる。

## 交通

### 鉄道路線
- 鉄道省（現・西日本旅客鉄道）
  - 片町線
    - 放出駅

現在は上記の他にOsaka Metro長堀鶴見緑地線の今福鶴見駅が所在するが、当時は未開業。